# بيير-فرانسوا بيرسي
بيير-فرانسوا بيرسي هو طبيب وسياسي فرنسي، ولد في 28 أكتوبر 1754 في Montagney ‏ في فرنسا، وتوفي في 18 فبراير 1825 في باريس في فرنسا. انتخب Chamber of Representatives (France) ‏ (13 مايو 1815 – 13 يوليو 1815).